# Tubarão
Tubarão är en stad och kommun i södra Brasilien och ligger i delstaten Santa Catarina. Staden ligger vid Tubarãofloden. Folkmängden i kommunen uppgick år 2014 till cirka 102 000 invånare.